# فرضاخ صفصافي
```
الفِرْضَاخ
[
2
]
 
الصفصافي
 أو 
هاكية
[
3
]
 
صفصافية
 (
الاسم العلمي
:Hakea salicifolia) هي 
نوع
 
نباتي
 يتبع 
جنس
 
الفرضاخ
 من 
الفصيلة
 
البروطية
.
```